# Ugandas flag
Ugandas flag blev taget i brug 9. oktober 1962, den dag Uganda fik sin uafhængighed fra Storbritannien. Flaget består af seks lige brede, horisontale striber i farver (ovenfra og ned) sort, gult, rødt, sort, gult og rødt. I midten af flaget er nationalsymbolet afbildet, en gråkronetrane på hvid baggrund.

## Historiske flag
- 1914 - marts, 1962.
- Marts - 9. oktober 1962.

| Flag | Spire Denne artikel om flag eller vexillologi er en spire som bør udbygges. Du er velkommen til at hjælpe Wikipedia ved at udvide den. |